# Ходырев, Михаил Юрьевич
Михаил Юрьевич Ходырев (28 марта 1959, Баку) — советский футболист, российский футбольный судья.

## Биография
Родился в 1959 году в Баку. Окончил Московский энергетический институт, работал во Всероссийском научно-исследовательском, проектно-конструкторском и технологическом институте кабельной промышленности, а также в НПО «Орион».
В качестве футболиста дебютировал на уровне команд мастеров в 1978 году в составе клуба «Москвич», за который сыграл 14 матчей во второй лиге. В 1979 году выступал за любительскую команду «Спартак-клубная». После двухлетнего перерыва вернулся в футбол в 1982 году и сыграл ещё 10 матчей во второй лиге за команду «Красная Пресня».
С 1983 года перешёл в судейство. 9 октября 1990 года провёл свой первый матч в качестве главного судьи во второй низшей лиге, отсудив игру между тверской «Волгой» и пензенским «Гранитом» (3:0).
После распада СССР продолжил судить матчи низших лиг России, а также привлекался на игры высшей лиги в роли ассистента. В качестве главного судьи дебютировал в высшей лиге 11 апреля 1999 года в матче 2-го тура «Шинник»  — «Зенит» (0:0), в котором показал три предупреждения. Обслуживал матчи высшей лиги вплоть до 2005 года и отсудил 65 встреч. Входил в список лучших судей сезона 2004. Имея категорию «Ассистент ФИФА», приглашался также на международные матчи. В декабре 1998 года в качестве лайнсмена провёл матч группового этапа Лиги чемпионов УЕФА между датским «Брондбю» и испанской «Барселоной», а в марте 1999 года первый матч 1/4 финала между немецкими «Баварией» и «Кайзерслаутерном». Также в 1999 году он провёл две игры в рамках отборочного турнира чемпионата Европы 2000 между сборными Люксембура и Польши и между Лихтенштейном и Румынией.
После завершения судейской карьеры, работал инспектором. Входил в состав контрольно-квалификационной комиссии. Летом 2019 года получил должность заместителя начальника команды в московском «Спартаке». Летом 2021 года покинул московский клуб по истечении срока контракта.